# Paraphelenchus myceliophthorus
Paraphelenchus myceliophthorus är en rundmaskart. Paraphelenchus myceliophthorus ingår i släktet Paraphelenchus och familjen Paraphelenchidae. Inga underarter finns listade i Catalogue of Life.